# Limbile în Brazilia

Brazilia.

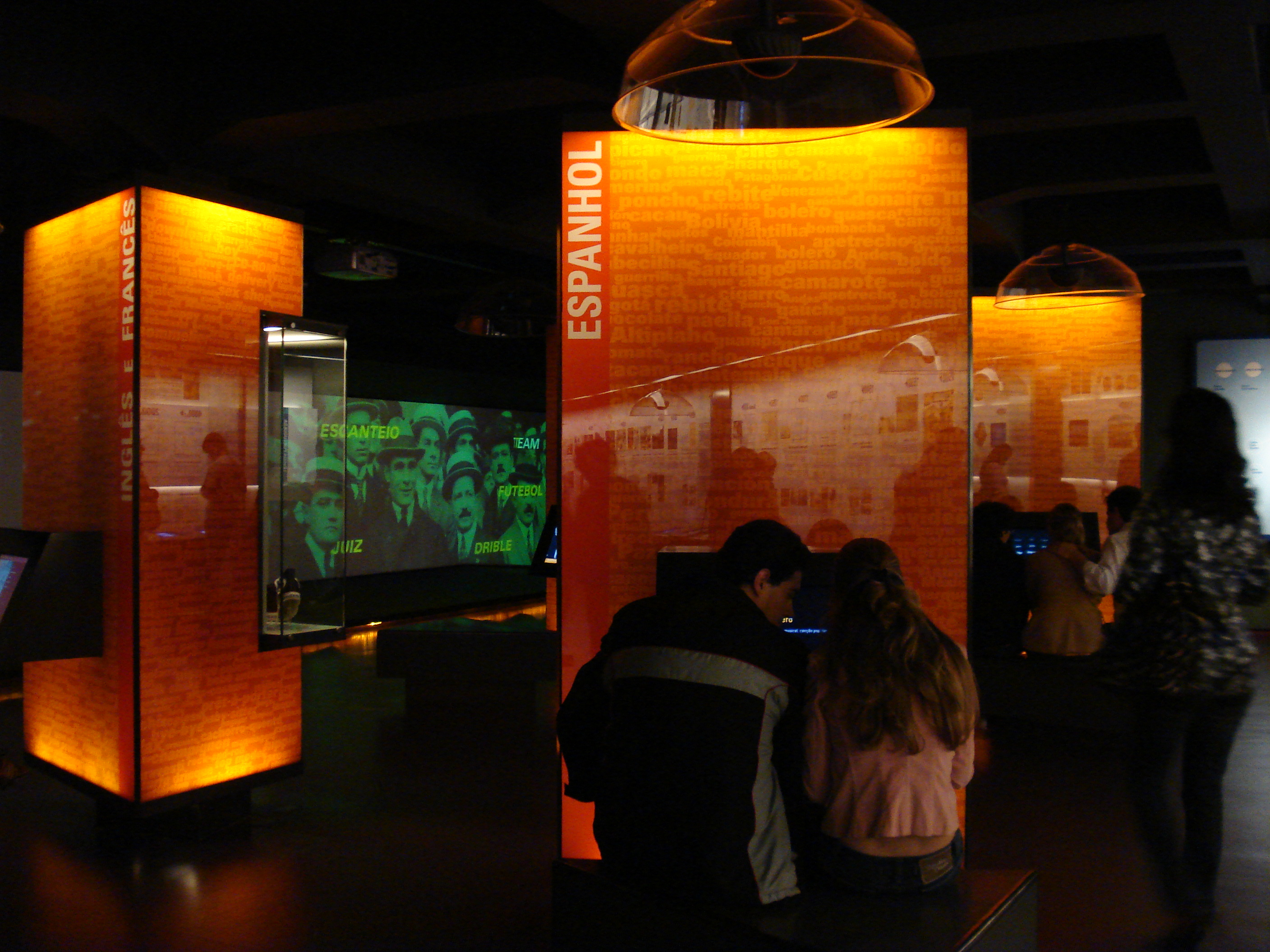
Expoziţie în Muzeul Limbii Portugheze din São Paulo.

Unica limbă oficială a Braziliei este portugheza, vorbită și scrisă de majoritatea populației. Portugheza este folosită în administrație, justiție, învățământ, medii de informare și afaceri. Brazilia este singura țară a Americilor unde această limbă are statut de limbă oficială. 
Limbajul brazilian al semnelor — limbajul semnelor folosite în comunicare de către persoanele surdo-mute — este și el recunoscut ca mijloc de comunicare legal în Brazilia.
Varianta braziliană a portughezei se deosebește de alte variante, mai ales de cea vorbită în Portugalia. Ca o consecință a diferențelor geopolitice și culturale dintre Brazilia și Portugalia și a normelor lingvistice diferite care s-au dezvoltat independent de-a lungul anilor în cele două țări, portugheza braziliană și portugheza europeană nu au evoluat uniform. Sunt multe diferențe atât în limbajul comun cât și în cel literar, în special în fonetică, ortografie și sistemul pronumelor. Cu toate acestea, deosebirile existente între cele două versiuni ale limbii nu au condus la imposibilitatea înțelegerii reciproce a limbii vorbite. Portugheza braziliană vorbită dispune de o bogată varietate a dialectelor, fapt justificat prin diferențele etno-regionale și sociale de pe întinsele teritorii ale statului.
În Brazilia se vorbesc și limbile minorităților, atât cele ale indigenilor, cât și cele aparținătoare imigranților. La ora actuală există 252 de limbi vorbite pe teritoriul brazilian, multe autohtone, dar și limbi europene, precum germana, italiana, dar și japoneza.